# Arrondissement San Remo
San Remo is een voormalig arrondissement in het Franse departement Alpes-Maritimes in de Franse. Het arrondissement werd opgericht in 1805 na de annexatie van de Republiek Genua en ging in 1814 terug verloren voor Frankrijk na de val van het Eerste Franse Keizerrijk.

## Kantons
Het arrondissement was samengesteld uit de volgende kantons:
- Bordighera
- Dolceacqua
- Pigna
- San Remo
- Taggia
- Triora
- Ventimiglia